# Garden State Parkway
El Garden State Parkway (GSP) es una carretera de peaje de acceso limitado de 172.4-millas (277-km) de longitud de Nueva Jersey que inicia dese la línea estatal con Nueva York entre  Montvale, Nueva Jersey hasta Cape May en el extremo sur del estado. Su nombre se debe al sobrenombre , de "Garden State" o "estado jardín".  La mayoría de los neojerseítas la llaman simplemente Parkway. La designación oficial  (sin asignar) es Route 444 (Ruta 444). La carretera se conecte con un pequeño segmento del New York State Thruway conocido como Parkway Extension, oficialmente designado como New York State Route 982L, una ruta de referencia. Esos segmentos de 2.4 millas que se conecta con la línea principal del Thruway. El Parkway has fue clasificada como la carretera de peaje más transitada de los Estados Unidos basado en número de transacciones de peaje.